# زنده‌باد لاس وگاس
زنده‌باد لاس وگاس (انگلیسی: Viva Las Vegas) فیلمی موزیکال به کارگردانی جرج سیدنی محصول ۱۹۶۴ در ایالات متحده آمریکا است.

## بازیگران
- الویس پرسلی در نقش Lucky Jackson
- آن مارگرت در نقش Rusty Martin
- چزاره دانووا در نقش Count Elmo Mancini
- ویلیام دمارست در نقش Mr. Martin (Rusty's father)
- Nicky Blair در نقش Shorty Fansworth
- جک کارتر (کمدین) در نقش Himself
- تری گار در نقش Showgirl
- The Jubilee Four در نقش Themselves
- George Cisar در نقش Manager of Swingers (در عنوان‌بندی نیامده)
- Robert Aiken در نقش Driver (در عنوان‌بندی نیامده)
- رد وست در نقش Son of Lone Star State (در عنوان‌بندی نیامده)